# آذر اندامی
آذَر اَندامی (زاده ۱۶ آذر ۱۳۰۵ در رشت – درگذشته ۲۸ مرداد ۱۳۶۳ در تهران) پزشک، باکتری‌شناس ایرانی، سازنده نوعی از واکسن وبا در ایران و از پژوهشگران انستیتو پاستور ایران بود. بخاطر خدمات علمی و انسانی آذر اندامی، یکی از دهانه‌های برخوردی روی سیاره ناهید، به نام وی «اندامی» نامگذاری شده است.

## زندگی و تحصیلات
آذر اندامی در سال ۱۳۰۵ در محله ساغری‌سازان رشت متولد شد. او فرزند چهارم و تک‌دختر خانواده بود. مقطع ابتدایی را در دبستان بانوان رشت با یک سال جهش تحصیلی به پایان برد. پس از گرفتن مدرک سال نهم از دبیرستان فروغ (۱۷ شهریور) رشت، پدرش او را از ادامه تحصیل بازداشت و وی را به دانشسرای مقدماتی رشت فرستاد. در ۱۳۲۴ از دانشسرا فارغ‌التحصیل شد و در ۱۳۲۵ به استخدام وزارت فرهنگ درآمد و معلم شد. در سال ۱۳۲۹ و در حین کار دیپلم طبیعی را با امتحان متفرقه دریافت کرد. در سال ۱۳۳۱ با شرکت در آزمون ورودی دانشکده پزشکی دانشگاه تهران در رشته پزشکی این دانشگاه پذیرفته شد.
آذر اندامی در سال ۱۳۳۷ موفق به دریافت مدرک دکترای پزشکی از دانشگاه علوم پزشکی تهران گردید و بی‌درنگ به گذراندن دوره تخصصی زنان و زایمان رو آورد. پس از پایان دوره تخصصی، به وزارت بهداری وقت منتقل شد و سرانجام به کار در انستیتو پاستور ایران پرداخت. وی طرح پژوهشی در زمینه باکتری‌شناسی عفونت‌های بیمارستانی را انجام داد و نتیجه آن در مجله‌های معتبر پزشکی چاپ شد.
او پس از مدتی با استفاده از بورس تحصیلی انستیتو پاستور ایران به پاریس رفت و در سال ۱۳۴۶ موفق به اخذ مدرک باکتری‌شناسی گردید. در سال ۱۳۵۳ موفق به دریافت دانشنامه تخصصی علوم آزمایشگاهی بالینی شد. او در سال ۱۳۵۷ بازنشسته شد. چندین بار به کشورهای فرانسه و بلژیک سفر کرد و حاصل این سفرها مقالات علمی بود که در مجلات معتبر به چاپ رسید.

## واکسن وبا
در سال‌های ۱۳۴۲ تا ۱۳۴۵ خورشیدی بیماری شبه وبای التور در ایران و بسیاری دیگر از کشورها شیوع پیدا کرد. التور به عنوان یک بیماری حاد اسهالی محسوب می‌شود که عامل آن میکروب وبا است. علایم بیماری از سمی نشات می‌گیرد که توسط میکروب در روده باریک افراد آلوده ترشح می‌شود؛ بنابراین میکروب از طریق مدفوع انسان در محیط پخش شده و آب و غذا را آلوده می‌کند. در آن شرایط تنها راه پیشگیری، تزریق واکسن وبا قبل از ابتلا به بیماری بود و در آن زمان تنها مرکز تهیه واکسن در ایران انستیتو پاستور بود که تمام امکانات آن در اختیار آزمایشگاه میکروب‌شناسی قرار گرفت و کارکنان مرکز با ریاست آذر اندامی شروع به کار کردند و سرانجام وی توانست واکسن وبای التور را بسازد و از بروز فجایع هولناک و دردآور در ایران جلوگیری کند.
این واکسن به کشورهای همسایه هم فرستاده شد و افتخاری بود که به خاطر زحمات شبانه‌روزی آذر اندامی نصیب ایران شد. چندی بعد و با توجه به موفقیت وی در ساخت این واکسن دکتر آذر اندامی به معاونت بخش میکروب‌شناسی و سپس به ریاست بخش وبا و دیفتری رسید و به پاس کارها و تلاش شبانه‌روزی‌اش، نشان علمی به او اعطا شد.
یکی از همکاران وی در انستیتو پاستور تهران با نام خانم منصورپور دربارهٔ برخی از ویژگی‌های آذر اندامی می‌گوید: «وی یک زن زحمتکش و با اراده‌ای بود. در این انستیتو هم یک روز دست از تلاش و پژوهش برنداشت و من زنی به پشتکار و همت او ندیده‌ام. اندامی از معدود افرادی بود که هرچه بیشتر می‌دانست، بیشتر می‌فهمید که چیزهای زیادی هست که نمی‌داند و تلاش همیشگی او و پویایی و حرکت زندگی اش حاکی از این ادعاست. او بیشتر شب‌ها و روزهای تعطیل را در بیمارستان می‌ماند و حتی نگهبانی پزشکان دیگر را نیز بر عهده می‌گرفت تا تجربه بیشتری به دست بیاورد. در سالهایی که بیماری التور در ایران و کشورهای منطقه رایج شده بود او با تهیه واکسن مرغوب به مبارزه با این بیماری پرداخت و علاوه بر تأمین نیاز کشور این واکسن را به کشورهای همسایه هم ارسال کرد.»

## درگذشت
پس از بازنشستگی چون خانه‌نشینی را نمی‌پسندید به بیمارستان باهر رفت و ریاست آزمایشگاه تشخیص طبی آنجا را بر عهده گرفت. پس از مدتی در مطب همسرش، منصور خلعتبری، در خیابان حسام‌السلطنه به کار مداوای بیماری‌های زنان و زایمان مشغول شد. در همین سال‌ها بود که به تومور مغزی مبتلا شد. یک روز در مطب در حین معاینه بیمار، تعادل خود را از دست داد و بر زمین افتاد. در ۲۸ مرداد سال ۱۳۶۳ به علت آمبولی ریه که از عواقب بیماری سختش بود درگذشت و نامش برای همیشه در تاریخ ایران و بر سیاره زهره جاویدان ماند. آرامگاه وی در قطعه ۱۸ ردیف ۳۶ شماره ۶ در بهشت زهرا است و بر سنگ آن جمله ای با این مضمون نوشته شد:
راهش در این سرا دانش و مهر و نیکی
جایش در آن سرا فردوس برین جاودانه

## نامگذاری حفره‌ای در سیاره ناهید
پس از درگذشت آذر اندامی، دخترش آذرمیدخت با کوشش و تلاش فراوان توانست نام مادرش را به اتحادیه بین‌المللی ستاره‌شناسی برای ثبت در سیاره ناهید پیشنهاد کند و این انجمن نیز به پاس کارهای علمی آذر اندامی آن را پذیرفت. بدین ترتیب به دلیل خدمات بی نظیر آذر اندامی، اتحادیه بین‌المللی ستاره‌شناسی در سال ۱۹۹۲ میلادی، حفره‌ای به قطر ۳۰ کیلومتر در طول جغرافیایی ۲۶ درجه و ۵۵ دقیقه و عرض جغرافیایی ۱۷ درجه و ۴۵ دقیقه با قله‌ای مرکزی در جنوب سیاره ناهید را به نام آذر اندامی نامگذاری کرد. براین پایه آذر اندامی تنها زن ایرانی بود که نامش به این شورا فرستاده شد.

## نامگذاری خیابان و تندیس در رشت
بلوار آذر اندامی به پاس خدمات دکتر آذر اندامی در محله دیلمان گلسار رشت نامگذاری شد و همچنین تندیس ایشان در سال ۱۳۹۸ در ابتدای بلوار نصب شد.